# Clause belge
La clause belge ou clause d’attentat désigne en droit international l’exclusion de l’attentat à la vie d’un chef d’état ou d’un membre de sa famille de la catégorie des infractions politiques. Cette exclusion permet l’extradition de l’auteur d’une telle infraction.

## Origine historique
En 1854, deux français – Célestin et Jules Jaquin – vont tenter de faire sauter le train transportant Napoléon III entre Lille et Dunkerque.
À la suite de cette tentative d’assassinat manquée, Célestin Jaquin va se réfugier en Belgique. La France va former une demande d’extradition qui sera refusée par la Belgique au motif que sa loi de 1833 sur l’extradition interdisait l’extradition pour les infractions politiques.

Quelques années plus tard, en réaction à ce refus considéré comme contraire à l’esprit de la loi par le Ministre de la Justice belge Antoine Ernst, une loi du 22 mars 1856 va insérer une disposition selon laquelle: 

« Ne sera pas réputé délit politique ni fait connexe à un semblable délit, l’attentat contre la personne du chef d’un gouvernement étranger ou des membres de sa famille, lorsque cet attentat constitue le fait, soit de meurtre, soit d’assassinat, soit d’empoisonnement. »

Elle est considérée comme la première clause d’attentat et donnera le nom de clause belge.

## En droit français
En France, l’article 696-4 du Code de procédure pénale prévoyant notamment que ne sera pas accordée la demande d’extradition pour une infraction politique est muet sur la question de savoir si l’attentat à la vie d’un chef d’état ou d’un membre de sa famille entre ou non dans la catégorie des infractions politiques.
C’est la jurisprudence qui va répondre à cette question notamment dans l’arrêt Croissant du Conseil d’État du 7 juillet 1978 où le juge administratif va considérer qu’une infraction peut en raison de sa gravité être exclu de la catégorie des infractions politiques faisant obstacle à l’extradition.

## Exemples en droit international

### Dans la Convention européenne d'extradition
La Convention européenne d’extradition prévoit en son article 3 relatif aux infractions politiques que: 

« 3 Pour l'application de la présente Convention, l'attentat à la vie d'un chef d'Etat ou d'un membre de sa famille ne sera pas considéré comme infraction politique. »

Cependant, la France a formulé une réserve à l’encontre de cet article selon laquelle: 

« La France se réserve le droit d'apprécier, en fonction des circonstances particulières de chaque affaire, si l'attentat à la vie d'un Chef d'Etat ou d'un membre de sa famille revêt ou non un caractère politique. »

### Dans la Convention européenne pour la répression du terrorisme
La Convention européenne pour la répression du terrorisme prévoit en son article 1 que: 

« Pour les besoins de l'extradition entre Etats contractants, aucune des infractions mentionnées ci-après ne sera considérée comme une infraction politique, comme une infraction connexe à une infraction politique ou comme une infraction inspirée par des mobiles politiques:
[...]
c les infractions graves constituées par une attaque contre la vie, l'intégrité corporelle ou la liberté des personnes ayant droit à une protection internationale, y compris les agents diplomatiques;
[...]
f la tentative de commettre une des infractions précitées ou la participation en tant que coauteur ou complice d'une personne qui commet ou tente de commettre une telle infraction. »

Cependant, la France a ici aussi formulé une réserve à l’encontre de cet article selon laquelle: 

« Le Gouvernement de la République française déclare qu'il se réserve le droit de refuser l'extradition en conformité avec les dispositions de l'article 13, paragraphe 1, de la Convention. »

Cette réserve comme la réserve faite à l'article 3 de la Convention européenne d'extradition permet à l’État français de qualifier un attentat à la vie d’un chef d’état ou d’un membre de sa famille d’infraction politique, lui permettant ainsi de refuser l’extradition. L’article 13 de la convention précise uniquement que l’État devra prendre en compte s’il envisage la qualification d’infraction politique la gravité de l’infraction en cause.